# Eurypoena tuberosa
Eurypoena tuberosa är en spindelart som först beskrevs av Jörg Wunderlich 1987.  Eurypoena tuberosa ingår i släktet Eurypoena och familjen klotspindlar.
Artens utbredningsområde är Kanarieöarna. Utöver nominatformen finns också underarten E. t. alegranzaensis.